# كريس شيفلد
كريس شيفلد (بالإنجليزية: Chris Sheffield)‏ هو ممثل أمريكي، ولد في 13 يوليو 1988 في الولايات المتحدة.

## أعمال

### أفلام
- (2014) عداء المتاهة[4][5][6]
- (2015) تجربة سجن ستانفورد

### مسلسلات
- إن سي آي إس

## وصلات خارجية
- كريس شيفلد على موقع IMDb (الإنجليزية)
- كريس شيفلد على موقع ألو سيني (الفرنسية)
- كريس شيفلد على موقع أول موفي (الإنجليزية)
- كريس شيفلد على موقع قاعدة بيانات الفيلم (الإنجليزية)
- كريس شيفلد على موقع كينوبويسك (الروسية)